# Circa Waves
Circa Waves est un groupe britannique de rock indépendant, originaire de Liverpool, en Angleterre.

## Histoire

### Débuts (2013)
Shudall rencontre à la fois Rourke et Plummer par le biais d'amis communs au festival de musique annuel Liverpool Sound City en 2013, rencontrant Falconer peu de temps après au même festival où il travaillait en tant que régisseur. Au cours de l'été et de l'automne 2013, le groupe joue plusieurs courtes tournées au Royaume-Uni, dont quelques concerts secrets. Dans une interview à Paris en juillet 2014, Falconer a déclaré à propos de l'origine du nom du groupe : « Kieran a écrit la démo de Young Chasers, l'a enregistrée et l'a téléchargée sur SoundCloud en une journée. Pendant qu'il la téléchargeait, il avait besoin d'un nom et c'est la première chose qui lui est venue à l'esprit en une fraction de seconde ».
Le 2 décembre 2013, le groupe sort son premier single Get Away/Good for Me, une double face A sur Transgressive Records gérée par le label Kissibility de Jen Long,. En février 2014, le DJ radio Zane Lowe joue le deuxième single du groupe Stuck in My Teeth comme son disque le plus hot du monde. Le groupe ouvre la tournée des NME Awards en mars 2014, qui fait également participer Temples, Interpol et Royal Blood. Le 10 juin 2014, Circa Waves sort son EP Young Chasers sur Virgin Records aux États-Unis. Une édition japonaise sort le 2 juillet 2014.
En 2014, ils assurent également la première partie de la tournée de The 1975 au Royaume-Uni. Circa Waves se produit dans divers festivals durant l'été 2014, notamment les festivals Hurricane et Southside en Allemagne, Latitude Festival, T in the Park, Glastonbury Festival, et Splendour in the Grass (Australie). Ils se produisent également au Arenal Sound (Espagne), au Summer Sonic Festival au Japon, et aux Reading and Leeds Festivals à la fin du mois d'août 2014. Le groupe assure également la première partie des Libertines en septembre 2014.

### Young Chasers(2014–2015)
Le groupe sort son premier album studio, Young Chasers, le 30 mars 2015, qui atteint la 10e place des classements d'albums au Royaume-Uni et se produit dans de nombreux festivals, notamment Glastonbury Festival, Reading and Leeds Festivals et Boardmasters. En octobre 2015, le groupe effectue une tournée au Royaume-Uni, avec notamment une date à guichets fermés à la Brixton Academy.

### Different Creatures(2016–2018)
Circa Waves annonce son deuxième album studio, Different Creatures, le 24 novembre 2016, et sort le premier single de l'album, Wake Up, le même jour. Le deuxième single de l'album, Fire that Burns, sort le 26 janvier 2017. L'album sort le 10 mars 2017.
L'album sort le 10 mars 2017, et se classe au 11e rang du UK Albums Chart.

### Dernières sorties (depuis 2019)
Le 5 avril 2019, le groupe sort son troisième album studio intitulé What's It Like Over There, qui rencontre un succès critique. Il est soutenu par les singles Times Won't Change Me, Movies et The Way We Say Goodbye. L'album est acclamé par la critique pour son mélange d'indie et de pop rock, ainsi que pour l'expérimentation du groupe. Il se classe à la dixième place du UK Albums Chart. Le 19 novembre 2019, le groupe sort le single Jacqueline via BBC Radio 1. Le single est accompagné de l'annonce de leur prochain album studio Sad Happy. L'album sort en deux parties, avec le côté Happy sorti en janvier 2020 et le côté Sad qui suit en mars 2020. Selon le groupe, le concept du double album « représente les deux côtés de cette époque saturée de technologie et très peu sûre d'elle ».
Le 17 août 2022, le groupe sort le single Hell on Earth. Le single est accompagné par la sortie de leur EP Hell on Earth deux jours plus tard, le 19 août 2022. Le 22 septembre 2022, le groupe sort le single Do You Wanna Talk sur BBC Radio 1.

## Discographie

### Albums studio
- 2015 - Young Chasers (PIAS)
- 2017 - Different Creatures (PIAS)
- 2019 - What's It Like Over There? (Prolifica Inc. / PIAS)
- 2020 - Sad Happy (Prolifica Inc. / PIAS)
- 2023 - Never Going Under (Lower Third / PIAS)
- 2025 - Death & Love (Lower Third / PIAS)